# Le Grand Jeu de l'amour
Pour plus de détails, voir Fiche technique et Distribution.
Le Grand Jeu de l'amour (titre original : Das große Liebesspiel) est un film germano-autrichien réalisé par Alfred Weidenmann sorti en 1963.
Il s'agit de l'adaptation moderne de la pièce La Ronde d'Arthur Schnitzler.

## Synopsis
Un policier va vers une call-girl. Son prochain élève est un lycéen qui commence une brève liaison avec la jeune épouse de son directeur. Le directeur de l'école a, lui, une histoire avec une secrétaire qui va voir un autre homme qu'elle appelle le Chef.
La femme divorcée du Chef est attiré par les hommes plus jeunes qu'elle et commence une liaison avec un jeune homme qui, à son tour, a une histoire avec une jeune et jolie Française. Elle s'amuse avec Octaviano, un immigré italien qui a du mal à gagner sa vie. Autour de lui se trouve une jeune actrice qui rêve d'intégrer le grand monde grâce à une vieille dame. Lors d'un voyage en train, elle se laisse charmer par un diplomate de son âge. La ronde se termine quand ce diplomate, après une entrevue avec la vieille dame, finit dans les bras de la prostituée au début du film.

## Fiche technique
- Titre original : Das große Liebesspiel
- Titre français : Le Grand Jeu de l'amour
- Réalisation : Alfred Weidenmann assisté de Jerzy Macc
- Scénario : Herbert Reinecker
- Musique : Charly Niessen
- Direction artistique : Herta Hareiter, Otto Pischinger
- Costumes : Paul Seltenhammer
- Photographie : Georg Bruckbauer (de)
- Son : Otto Untersalmberger
- Montage : Alfred Srp
- Production : Adolf Eder
- Sociétés de production : Teamfilm Produktion, Wiener Stadthalle-Station
- Société de distribution : Nora-Filmverleih
- Pays d'origine :  Allemagne de l'Ouest,  Autriche
- Langue : allemand
- Format : Noir et blanc - 2,35:1 - Mono - 35 mm
- Genre : Drame
- Durée : 112 minutes
- Dates de diffusion :
  -  Allemagne de l'Ouest : 12 novembre 1963.
  -  France : 20 mai 1964[1].
  -  Danemark : 11 janvier 1965.
  -  Finlande : 26 mars 1965.

## Distribution
- Walter Giller: Le policier
- Hildegard Knef: La call-girl
- Thomas Fritsch: Le lycéen
- Alexandra Stewart: La femme du directeur de l'école
- Martin Held: Le directeur de l'école
- Daliah Lavi: La secrétaire
- Peter van Eyck: Le Chef
- Nadja Tiller: Son ancienne femme
- Peter Parten: L'étudiant
- Danièle Gaubert: La Française
- Angelo Santi: L'Italien
- Lilli Palmer: La comédienne
- Paul Hubschmid: Le diplomate
- Elisabeth Flickenschildt: La vieille dame
- Charles Regnier: Le metteur en scène
- Gisela Trowe: L'assistante du Chef

## Source de traduction
- (de) Cet article est partiellement ou en totalité issu de l’article de Wikipédia en allemand intitulé « Das große Liebesspiel » (voir la liste des auteurs).